# Asedio de Jülich (1621-22)

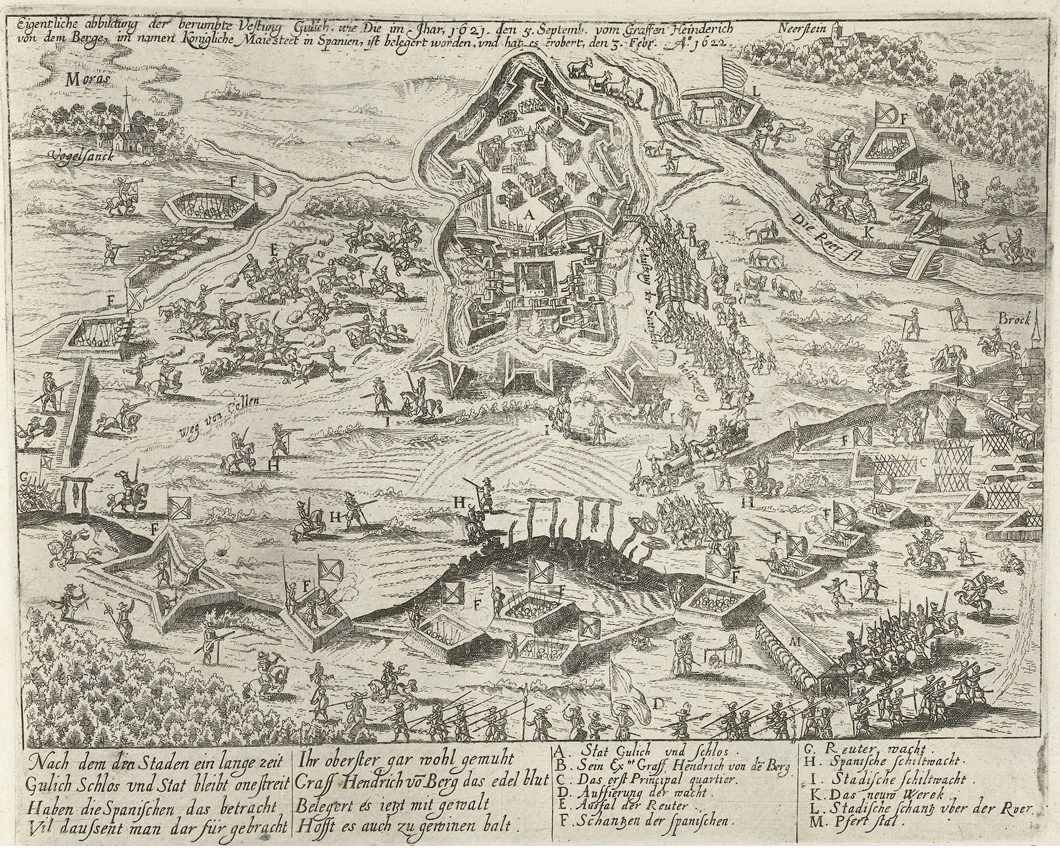
Asedio y toma de Jülich (1621-1622) en un grabado del taller de Frans Hogenberg, 1622-1624.

El asedio de Jülich fue un cerco que duró del 5 de septiembre de 1621 al 3 de febrero de 1622, en el marco de la campaña del Palatinado de la guerra de los Treinta Años. El ejército español de Ambrosio Spínola arrebató la fortaleza de Jülich a los neerlandeses (la ocuparon el 1 de septiembre de 1610 durante la Crisis de la sucesión de Juliers-Cléveris). Tras cinco meses de sitio, la guarnición tuvo que rendirse ante la imposibilidad de recibir ayuda de las Provincias Unidas. Fue la primera acción bélica tras el fin oficial de la Tregua de los doce años en abril de 1621.

## Rendición y consecuencias
Los defensores, unos dos mil hombres, se rindieron el 3 de febrero. El cardenal De la Cueva informó al rey Felipe IV desde Bruselas: «han sentido mucho los olandeses la pérdida de Juliers».
Siguiendo las instrucciones que había recibido de confiar el gobierno de las plazas arrebatadas a los holandeses a españoles y no a flamencos, la archiduquesa Isabel Clara Eugenia entregó la reciente conquista a Diego de Salcedo, a quien se consideraba «persona de muy buenas».
Las tropas españolas siguieron avanzando para expulsar a los neerlandeses y sus aliados de sus fortalezas en la región, tomando en 1623 Hamm, Unna, Kamen, Lippstadt y el castillo de Sparrenburg. Posiciones que se mantendrían hasta 1635-1637 cuando la entrada de Francia en la guerra de los Treinta Años, supuso la retirada de las tropas españolas de la mayor parte de la zona.
La ciudad perteneció a los Países Bajos Españoles hasta su entrega en 1660 al católico duque de Jülich Felipe Guillermo de Neoburgo.